# CyclingChampion
CyclingChampion is de naam van een online wielerploegmanagerspel dat internationaal wordt gespeeld. Het spel is gecreëerd en gebaseerd in Nederland en biedt competities aan op alle continenten.
Deelnemers worden virtueel manager van een wielerploeg die wordt ingedeeld in een divisie met teams van andere sportdirecteuren. De speler draagt zorg voor de hele ploeg; bijvoorbeeld door renners te kopen en verkopen, te trainen, wedstrijdorders te gevenen opstellingen te maken. Als een seizoen is afgelopen, kan een team promoveren of degraderen. Het hoogste niveau is de ProTour.
CyclingChampion is een spel dat volledig gratis gespeeld kan worden.